# セネ・タアラ
セネ・タアラ（Sene Ta'ala、1973年10月20日 - ）は、サモアのラグビーユニオン選手。

## プロフィール
- ニュージーランド・ジョンソンヴィル出身[1]。
- ポジションはフランカー(FL)。
- 身長 193cm、体重 120kg
- サモア代表通算キャップ数は18でワールドカップ1999のサモア代表に選ばれた[2]。

## 経歴
ロンゴタイ高校、ヴィクトリア大学、ウェリントンを経て、2000年、セコムに加入。
2008年、セコムラガッツを退団した。

## 受賞歴
- 2005-06最多トライゲッター